# 井蛙抄
《井蛙抄》，日本南北朝時代初期的和歌歌論書，為頓阿所著，於1360年（正平十五年/延文五年）至1364年（正平十九年/貞治三年）左右完成，為二條派最為重視的歌論書，流布甚廣。

## 內容
全書共6卷。

### 卷一：風體之事
引用當時知名歌人的歌論書，如藤原公任《新撰髓腦》，源俊賴《俊賴口傳》、《古來風體抄》，藤原定家《詠歌大概》、《近代秀歌》、《每月抄》，順德院《八雲御抄》，還有許多歌合判詞（在歌合中參與和歌的評價）等，介紹各種不同的歌論。

### 卷二：本歌取之事
有名的古歌和其仿作歌的對照。

### 卷三：制詞之事
創作和歌遣詞用字的技法，常用和不可用的語彙。

### 卷四：同名之名所
歌詠同一地方的和歌一覽。

### 卷五：同類之事
歌詠同類事情的和歌異同比較。

### 卷六：雜談
本卷獨立於前五卷，另題為《水蛙眼目》，記載有關已去世的和歌宗匠如二條為世、西行等歌人的逸話。